# Rivolta Femminile
Rivolta Femminile, fait référence à un des premiers groupes de féministes italiennes fondé à Rome en 1970 par Carla Lonzi, Carla Accardi et Elvira Banotti. Il fait également référence au manifeste qu'elles élaborent et placardent dans les rues en juillet 1970. Et enfin Rivolta Femminile est une maison d'édition fondée en 1970 à Milan par Carla Lonzi.

## Le groupeRivolta Femminile
L'un des premiers groupes féministes italiens est née de la rencontre à Rome de trois femmes : Carla Accardi, Elvira Banotti et Carla Lonzi. Au printemps 1970, leurs échanges intellectuels continus les amènent à former le groupe Rivolta Femminile suivi de la publication, en juillet 1970, du Manifeste de Rivolta Femminile. Le groupe présente une réflexion en avant-garde sur deux notions : la nécessité du séparatisme et la conscience de soi. La première souligne le caractère distinctif du Manifeste : communication entre femmes uniquement ; la seconde fait référence à l'autonomie obtenue dans la sphère privée et publique, aux relations entre femmes, à l'écoute de leurs expériences personnelles concernant la vie quotidienne, y compris la sphère personnelle et intime.Dans la même période, d'autres groupes féministes se forment en Italie comme Anabasi et Demau. Contrairement à ceux-ci, le groupe Rivolta Femminile reste éloigné des mouvements politiques de gauche et des mouvements de jeunesse en relation directe avec 1968. Dans de nombreuses villes dont Gênes, Florence, Turin, de petits groupes de Rivolta Femminile se forment. C'est une expérience originale également en raison de l'importance de l'écrit et de la production de nombreux écrits publiés par leur propre maison d'édition, elle-même appelée Rivolta Femminile. Cette activité garantie une totale liberté d'expression et de création et une autonomie économique.

## Le manifesteRivolta Femminile
L'affiche du manifeste est collé sur les murs de Rome en juillet 1970 et immédiatement après  à Milan. Des exemplaires sont également distribués sous forme  de tract. Il s'agit de l'acte fondateur d'un des premiers groupes féministes italiens. Il s'agit d'une liste de 65 points précédée d'une citation d'Olympe de Gouges et reprenant tous les thèmes d'analyse que le féminisme allait faire sien : l'attestation et la fierté de la différence versus la revendication d'égalité, le rejet de la complémentarité des femmes dans n'importe quel domaine de la vie, la critique de l'institution du mariage, la reconnaissance du travail des femmes comme travail productif et enfin la centralité du corps et la revendication d'une sexualité subjective libérée des exigences masculines. Le manifeste s’adresse aux femmes, les exhortant à se libérer de la culture patriarcale non seulement dans la sphère familiale, mais aussi dans la sphère politique et partisane.
La nécessité de poursuivre les principes du séparatisme et de la conscience de soi sont réitérée en mars 1977 dans le deuxième manifeste, le Manifeste de Rivolta - Io dice io , publié en introduction au recueil d'écrits de Marta Lonzi, Anna Jaquinta et Carla. Le groupe prend une fois de plus position face à la culture masculine, mais surtout face aux attitudes ambiguës des femmes qui, bien que faisant partie du mouvement, ne parviennent pas à faire siennes les changements souhaités et exprimés par le féminisme.

## La maison d'édition
En 1970, la première maison d'édition féministe italienne Scritti di Rivolta Femminile, voit le jour à Milan. Les premiers textes de Rivolta Femminile sont publiés sous forme de petits livrets verts dans la série Libretti verdi di Rivoltas. Ils concernent des textes issus de la pratique de la conscience de soi. Une deuxième collection Prototipi édite des textes sur la culture masculine. La maison d'édition est toujours en activité en 2018.

### Les livrets verts
Il s'agit de petits livrets (17x12 cm) avec une couverture verte, des lettres noires et le logo du groupe en bas. Ils ont suscité beaucoup d'intérêt pour leurs titres parfois explosifs.
- 1970, Crachons sur Hegel de Carla Lonzi. Réimpressions : 1974, 1978, 1982 et 2013 (couverture de 1970)
- 1971, La femme clitoridienne et la femme vaginale de Carla Lonzi [10]. Réimpressions : 1974, 1978, 1982 (couverture de 1971)
- 1971, Sexualité féminine et avortement
- 1971, Absence des femmes dans les moments festifs de la manifestation créatrice masculine de Carla Lonzi [11]
- 1972, Haut et bas : conversations entre collégiennes, édité par Carla Accardi [12] (Couverture)
- 1972, Signification de la conscience de soi dans les groupes féministes par Carla Lonzi [13]
- 1973, Une fille timide de Tuuli Tarina (Couverture)
- 1975, Conscience de soi d'Alice Martinelli (couverture)
- 1975, La plus longue route de Maria Grazia chinoise. Réimpressions : 1976 (couverture de 1975)
- 1977, C'est déjà la politique de Maria Grazia Chinese, Carla Lonzi, Marta Lonzi, Anna Jaquinta (Couverture)
- 1978, La présence de l'homme dans le féminisme de Marta Lonzi, Carla Lonzi, Anna Jaquinta (Couverture)
- 1978, Tais-toi, parle réellement. Journal d'une féministe par Carla Lonzi. Réimpressions : 2010 (couverture de 1978)

### Prototipi
- 1980, Allez-y : dialogue avec Pietro Consagra de Carla Lonzi. Réimpressions : 2011 (couverture de 1980)
- 1982, L'architecte hors de lui de Marta Lonzi (Couverture)
- 1985, Scacco raisonné : poèmes de '58 à '63 de Carla Lonzi (Couverture)
- 1990, Vie de Carla Lonzi de Marta Lonzi, Anna Jaquinta
- 1992, Armande c'est moi ! , de Carla Lonzi, publié à titre posthume édité par Marta Lonzi, Angela De Carlo, Maria Delfino
- 1998, Diana : une féministe au palais de Buckingham de Marta Lonzi